# Edvard Edholm
Edvard Mårten Edholm, född 19 juli 1831 i Stockholm, död 22 december 1913 i Stockholm, var en svensk läkare. Han var son till Erik af Edholm den äldre, bror till Erik af Edholm den yngre och gift med Lotten Edholm.
Edholm blev student vid Uppsala universitet 1850, medicine kandidat 1856, medicine licentiat 1859, medicine doktor 1859 och kirurgie magister 1860. Han var sjukhusläkare vid Allmänna garnisonssjukhuset i Stockholm 1860–64, andre bataljonsläkare vid Svea livgarde 1863, deltog i danska kriget 1864, blev förste bataljonsläkare vid Livgardet till häst 1864 och var livmedikus hos kung Karl XV 1866–72. Han deltog i fransk-tyska kriget 1870-71, blev förste bataljonsläkare vid Pontonjärbataljonen 1871, regementsläkare vid Livregementets dragonkår 1871, t.f. medicinalråd 1872 och var ordinarie medicinalråd 1874–96. Han var överfältläkare vid armén 1872–96 och vid Stockholms garnison 1876–99. Han tilldelades generaldirektörs namn, heder och värdighet 1896. 
Edholm var verksam vid införandet av frivillig sjukvård. Han utgav flera läroböcker för arméns sjukvård samt memoarverket Från Carl XV:s dagar (andra upplagan 1906). Han invaldes som ledamot av Krigsvetenskapsakademien av andra klassen 1872, av första klassen 1898, och blev hedersledamot av Örlogsmannasällskapet 1882.